# Station Błękwit
Station Błękwit is een spoorwegstation in de Poolse plaats Błękwit.